# Lándory Mária
Lándory Mária, névvariáns: Lándori Mária (Budapest, 1898. május 21. – ? ) magyar színésznő.

## Életpályája
1923-ban kapott színészi oklevelet a Országos Színészegyesület színiiskolájában. Békéscsabán, Kaposváron és magántársulatokban játszott, főleg operettekben voltak sikerei. Rendezéssel is foglalkozott.

## Fontosabb színházi szerepei
- ifj. Johann Strauss: A cigánybáró.... Szaffi
- Jacques Offenbach: Hoffmann meséi.... több szerep
- Carl Zeller: Madarász.... Fejedelemasszony
- Kacsóh Pongrác: János vitéz.... A francia királylány
- Berté Henrik: Három a kislány.... Médi
- Farkas Imre: Debrecenbe kéne menni.... Gréte
- Kövessy Albert: Szulamit.... Szulamit
- Földes Imre: Az ezüstsirály.... Xénia

## Fontosabb rendezései
- ifj. Johann Strauss: A cigánybáró
- Kacsóh Pongrác: János vitéz
- Kálmán Imre: Tatárjárás